# Дигул
Дигул (на явански: Kali Digul) е река в Индонезия, в западната част на остров Нова Гвинея, вливаща се в Арафурско море. С дължина от 853 km и площ на водосборния басейн 45 900 km² река Дигул води началото си на 2060 m н.в. от южния склон на планинския масив Джаявиджая, съставна част на планинската верига Маоке. В най-горното си течение (първите около 100 km) е типична планинска река, течаща в тясна и дълбока долина, с множество бързеи, прагове и водопади. След това излиза в обширната и силно заблатена Южна Новогвинейска низина и тече през нея до устието си най-напред на юг, а последните около 200 km – на запад. Влива се чрез естуар в Арафурско море. Основен неин приток е река Увемерах (ляв). Подхранването ѝ е предимно дъждовно и е пълноводна целогодишно. По време на поройни дъждове в планините силно се разлива и наводнява обширни пространства. Средният годишен отток в устието ѝ е 3867 m³/s, максималният – 10 600 m³/s. Плавателна е за плитко газещи речни съдове до излизането ѝ от планините.